# Pfarrkirche Jetzelsdorf

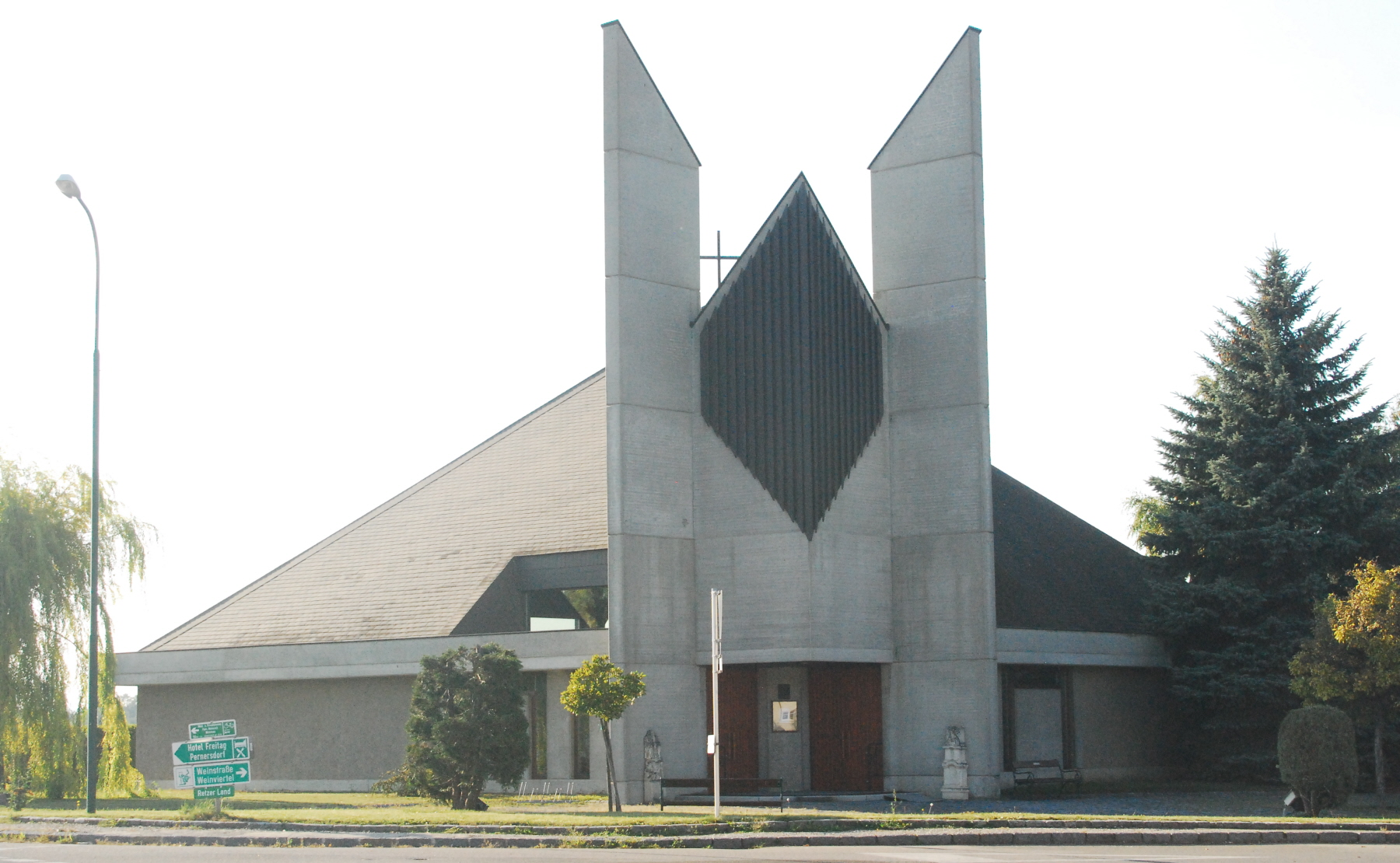
Pfarrkirche Mariä Himmelfahrt in Jetzelsdorf

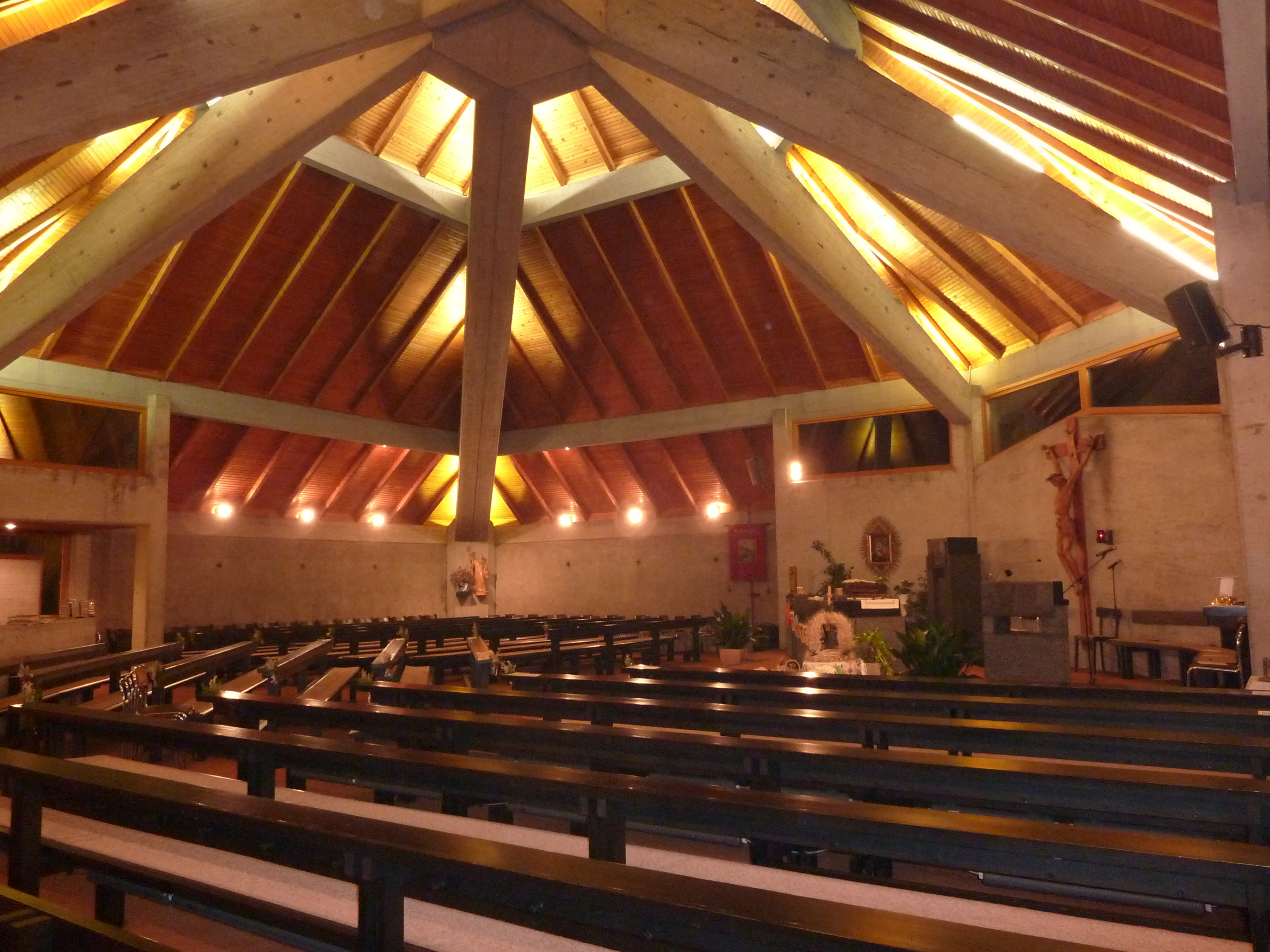
Innenansicht

Die römisch-katholische Pfarrkirche Jetzelsdorf steht in der Ortschaft Jetzelsdorf in der Gemeinde Haugsdorf im Bezirk Hollabrunn in Niederösterreich. Sie ist dem Fest Mariä Himmelfahrt und dem heiligen Benedikt geweiht und liegt im Dekanat Retz-Pulkautal im Vikariat Unter dem Manhartsberg der Erzdiözese Wien.

## Lagebeschreibung
Die Kirche steht im Osten der Ortschaft Jetzelsdorf.

## Geschichte
Die Pfarre Jetzelsdorf ist eine josephinische Pfarrgründung. Sie wurde 1784 von der Pfarre Pfaffendorf losgelöst und ist seither dem Stift Göttweig inkorporiert. Nach Gründung der Pfarre wurde anstelle einer kleinen Kapelle die alte Pfarrkirche errichtet. Als die alte Kirche zu klein wurde, wurde die neue Pfarrkirche in den Jahren 1975 und 1976 von Hans Hoffmann errichtet. Diese wurde am 5. September 1976 durch Erzbischof-Koadjutor Franz Jachym geweiht. Die Baukosten beliefen sich auf vier Millionen Schilling und wurden von der Pfarre, der Erzdiözese Wien und dem Stift Göttweig übernommen.

## Architektur

### Kirchenäußeres
Die Kirche ist ein quadratischer Zentralbau  mit Pyramidendach. Über dem Eingang befinden sich Stahlbetonscheiben, die einen Kirchturm andeuten.

### Kircheninneres
Der Dachstuhl ist zum Kirchenraum hin geöffnet, der auf diagonalen Betonträgern ruht. An den Ecken befindet sich die Sakristei und ein Vorraum.

## Ausstattung
Die Einrichtung stammt zum Teil aus der alten Kirche.  Das barocke Hochaltarkreuz wurde in den 1930er Jahren überarbeitet. Eine Figur der Maria Immaculata stammt aus der ersten Hälfte des 18. Jahrhunderts. Der josephinische Baluster-Taufstein weist eine gewulstete Schale auf.

## Orgel
Die Orgel wurde 1986 von Friedrich Heftner gebaut.